# Little Men (film 2016)
Little Men è un film del 2016 diretto da Ira Sachs.

## Trama
Brian Jardine si trasferisce, con la moglie Kathy e figlio tredicenne Jake, in un appartamento di Brooklyn che ha ereditato dopo la morte del padre. Nel pian terreno dell'edificio c'è un negozio di abbigliamento gestito dalla sarta cilena Leonor Calvelli, in cui vive con suo figlio di 13 anni, Tony. Jake e Tony diventano subito amici pur avendo personalità molto diverse. Jake è tranquillo e riservato e trascorre molto del suo tempo a dipingere, mentre Tony è loquace e socievole e aspira a diventare attore. Il legame tra i due ragazzi si fa sempre più forte, si aiutano nella complessa fase di pre-adolescenziale e Tony difende più volte Jake da atti di bullismo dei suoi compagni che lo additano come gay. Ma la loro amicizia verrà messa a dura prova quando si creano dei forti attriti tra le rispettive famiglie.

## Distribuzione
Il film è stato presentato in anteprima al Sundance Film Festival 2016, successivamente è stato presentato nella sezione "Generation Kplus" alla 66ª edizione del Festival di Berlino. È stato proiettato in molti festival cinematografici internazionali e poi è stato distribuito limitatamente nelle sale cinematografiche statunitensi il 5 agosto 2016.

## Riconoscimenti
- 2016 - Festival del cinema americano di Deauville[3]
  - Grand Prix
- 2017 - Independent Spirit Awards
  - Candidatura ala Miglior sceneggiatura a Ira Sachs e Mauricio Zacharias
  - Candidatura alla Miglior attrice non protagonista a Paulina Garcia